# 블레이드 노트
블레이드 노트는 네이버 웹툰으로, 매주 월요일 연재된다.  <죽음이 두 사람을 갈라놓을 때까지> 송지형 작가와 <베리타스> 윤준식 작가가 만나 스타일리쉬한 연출을 보여주고 있다.

## 줄거리
총기난사로 고등학교 친구들이 떼죽음을 당하고, 그 고통에서 헤어나오지 못하던 유진에게 도착한 택배.택배 상자 안에 들어있던 의문의 물질을 만짐으로 환청에서 벗어나게 되고, 검으로 만들어 잘 때에도 안고 잔다. 아포시오스 라는 거대 조직이 히어로인척 세상을 뒤흔들고 있었으며 유진의 고등학교 친구들은 그 조직의 희생양이였음을 알게 된 유진은 아포시오스를 향한 복수를 다짐한다. 
아직 제대로 등장하지 않았지만 유진의 불면증에 도움을 주고 있는 ASMR의 여자와, 아포시오스 조직에 속했지만 유진을 도와주는 라모 등과 함께 아포시오스에 대항하는 스토리로 전개되고 있다

## 완결
24화로 시즌1이 완결됐지만 스토리작가와 그림작가의 불화로 이후 연재는 사실상 중단된 상태고 각 작가의 블로그에 완결이 공지됐다.